# مينينغي
مينينغي هي بلدة، في أستراليا، تقع في جنوب أستراليا، بلغ عدد سكانها 1,118  نسمة وذلك حسب إحصائيات سنة 2016، رمزها البريدي هو 5264.

## أعلام
- برودي مارتن